# Gijsbrecht II van Amstel
Gijsbrecht II van Amstel (1175- ca.1230) was heer van Amstelland.

## Biografie
Gijsbrecht II was een zoon van Gijsbrecht I van Amstel. Hij komt voor het eerst voor met zijn broers Egbertus en Egidius in 1200, als getuige in een oorkonde van bisschop Dirk II van Utrecht. Gijsbrecht II maakte vanaf 1200 deel uit van de 10-koppige ministriaal van de bisschop van Utrecht. Hij bezat Amstelland, Muiden, Weesp, Diemen en Naardingerland. In 1224 werd hij ridder.
In 1222 wordt hij heer van Amstel genoemd en blijkens verschillende oorkonden bezat hij (rond 1224) de rang van ridder. Toen graaf Dirk VII van Holland overleed in 1203, koos Gijsbrecht de zijde van Ada van Holland, die een dispuut had met haar oom Willem I van Holland. Hij vocht dan ook mee in de Loonse Oorlog aan de zijde van Lodewijk II van Loon en Aleid van Kleef. Hij moest echter de wijk nemen en nam samen met bovengenoemden per schip een vluchtroute naar Engeland. De Kennemerse boeren waren woedend dat Gijsbrecht de zijde van Ada had gekozen, waarna ze de landerijen van Gijsbrecht verwoestten en onder water zetten. Nadat de vrede was gesticht met de graven en bisschoppen moest de schade vergoed worden door de Kennemers. Nadat de vrede weergekeerd was, liet Gijsbrecht een nieuw slot bouwen iets dichter bij (het huidige Amsterdam). Hij breidde zijn bezittingen langs vreedzame weg uit. Zo ontving hij van graaf Willem I goederen in Boskoop, van de abdij van Elten Nardinclant en in 1226 Muiden, Weesp en Diemen van de bisschop van Utrecht.
Gijsbrecht II stichtte volgens J. ter Gouw tussen 1220 en 1224 aan de monding van de Vecht het slot te Muiden, ofwel het Muiderslot. Dit slot bleef in bezit van de Heren Van Amstel totdat Gijbrecht IV gevangen werd gezet en zijn bezittingen moest overdragen aan de graaf. In 1285 werd ook het Muiderslot aan de graaf afgestaan. 
Gijsbrecht was het jaar daarop aanwezig bij de Slag bij Ane in 1227.
Hij trok daarbij samen met de bisschop van Utrecht en de graaf van Gelre op tegen Rudolf van Coevorden. De bisschop sneuvelde en zowel Gijsbrecht als de graaf van Gelre, Gerard III van Gelre, vielen zwaargewond in Rudolfs handen. Zij werden later weer vrijgelaten en ontvingen een vrijgeleide om bij de keuze van een nieuwe bisschop vertegenwoordigd te kunnen zijn. Hun verschijnen in zwaargewonde toestand maakte zoveel indruk, dat de kapittelheren het weldra over de keuze van een opvolger eens werden. Gijsbrecht en de graaf keerden vervolgens niet naar Coevorden terug, aangezien zij 1 oktober 1227 door de rooms-koning van hun belofte werden ontslagen, omdat Rudolf en de zijnen geëxcommuniceerd waren. Na 1243 werd niks meer van Gijsbrecht vernomen.
Gijsbrecht II kreeg een zoon, Gijsbrecht III van Amstel, die zijn vader opvolgde.
- Badeloch van Amstel (voor 1230 - na 1252), huwde met Herman V van Woerden.